# Aleetza Wood
Aleetza Wood es una actriz alemana, más conocida por haber interpretado a Peta Janossi en la serie australiana Home and Away.

## Carrera
En 1999 se unió al elenco de la exitosa y aclamada serie australiana Home and Away, donde interpretó a Peta Janossi hasta 2000.

## Filmografía
Series de televisión
| Año         | Serie         | Personaje    | Notas        |
| ----------- | ------------- | ------------ | ------------ |
| 1999 - 2000 | Home and Away | Peta Janossi | 27 episodios |

## Premios y nominaciones
| Año  | Categoría                      | Premio      | Artista       | Resultado |
| ---- | ------------------------------ | ----------- | ------------- | --------- |
| 2000 | Most Popular New Female Talent | Logie Award | Home and Away | Nominada  |